# 杉浦文夫
杉浦 文夫（すぎうら ふみお、1958年4月1日 - 2016年10月25日）は、日本の経済評論家、民間人校長。元東愛知新聞社編集局次長、愛知大学三遠南信地域連携センター会議委員。豊橋ユネスコ協会理事。

## 生い立ち
愛知県出身。愛知県立時習館高等学校を経て、慶應義塾大学卒業。名古屋市立大学大学院経済学研究科修士課程単位取得満期退学。日本電装（現デンソー）海外事業企画部北中南米係長、デンソーメキシコ秘書役兼企画部長を経て退社後、東愛知新聞社編集局報道部記者、同社政治経済部長歴任後、編集局次長を務めた。また、浜松市立高等学校の民間人校長や豊橋百科事典編集委員にも選任された。